# Shamrock (album)
A Shamrock Hajasibara Megumi negyedik nagylemeze, mely 1993. augusztus 21-én jelent meg a King Records kiadó jóvoltából. Az Oricon japán lemezeladási lista tizenkettedik helyéig jutott el.

## Dalok listája
1. Ganbatte! 4:08
2. Comet Rendez-vous 4:11
3. Children Party 4:56
4. 4 Gacu no Juki 6:09
5. Jume vo Dakisimete 3:47
6. Rock de Ikó 3:46
7. Only One 4:37
8. Super Feeling 4:54
9. Don’t Sigh 3:56
10. Szuki Jori Daiszuki Minky Smile! 2:24
11. Lullaby Agetai 4:35
12. Our Goody Day... Bokura no Good Day 4:10
13. In the Fluffy Moon Nite* 4:32
14. Looking for Love 4:22
15. Sad Man 5:22

- A dal a Haruneko Fusigi Cukijo (Osieszte Happiness) dal angol nyelvű változata.

## Albumból készült kislemezek
- Jume vo Dakisimete (1992. június 24.)
- Haruneko Fusigi Cukijo (Osiete Happiness) (1992. augusztus 5.)
- Oour Good Day...Bokura no Good Day (1993. március 24.)
- Lullaby Agetai (1993. május 21.)